# 八試大型飛行艇
八試大型飛行艇（はちしおおがたひこうてい）は、大日本帝国海軍の指示を受けて川西航空機が研究した飛行艇。略符号は持たず、川西での社内名称は「KR-1」。また、実機は製作されていない。

## 概要
1933年（昭和8年）3月17日、海軍は川西に対して八試大型飛行艇の開発を指示した。これは大型飛行艇の国産化に必要な基礎的な技術の習得を目的としており、作成が指示されたのは設計図とモックアップのみで、最初から実機の開発を不要としていた。
これを受け、川西は同年3月から12月にかけて社内名称「Q型飛行艇」と「R型飛行艇」の2案の研究設計を行った。どちらも1,500 hp級の水冷エンジンを用いる単葉大型飛行艇であり、主翼は艇体の上部に直接取り付けられ、その上に架台を介してエンジンを搭載していた。2案の大きな違いはエンジン数と搭載方式であり、Q型はエンジンを2基ずつ串型に配した4発機、R型は3発機だった。
川西では研究方針として計算の結果と模型を用いた実験研究を併合するものとし、風洞試験や水槽試験、フラッター試験、構造研究などを進めていたが、九試大型飛行艇（後の九七式飛行艇）の開発が内示されたことを受け、工事に着手しないまま開発は中止された。なお、中止の時点でQ型とR型のどちらを取るかは決定されていなかった。その後、八試大艇の研究・実験の成果は九試大艇の設計に活用された。